# Hovhannesian Eghia
Hovhannesian Eghia (Isztambul, 1885. április 2. – Budapest, 1948. augusztus 9.) ügyvéd, lapszerkesztő.

## Életútja
Törökországi örmény család sarja; francia és örmény elemibe járt; 1898-ban édesapja a bulgáriai Sumlába menekítette az örményüldözések elől. Innen Türingiába (1900 körül), majd Budapestre (1901) került. Két budapesti gimnáziumba járt, 1907-ben érettségizett. 1907 és 1911 között Budapesten hallgatott jogot, 1913–1914-ben egy-egy szemesztert Heidelbergben és Lausanne-ban végzett el. Vizsgái után Gödöllőre közvetítették ki ügyvédjelöltnek, ott ismerkedett meg későbbi feleségével, Ritter Juliannával, akit 1917 őszén vett el. 1918-ban nyitott önálló ügyvédi irodát; 1944-ig praktizált. Zaven János fia később fölvette a Lukács családnevet, írásait Bor Ambrus írói néven jelentette meg. Yervant fia (később Tarján Károly) ugyancsak ügyvéd lett; az ő fia volt Tarján Tamás író, tanár, irodalomtörténész.
Hovhannesian Eghia Gödöllőn praktizált mint ügyvéd, emellett sokat utazott, levelezett és kutatott. Helytörténeti kutatóként és a helyi polgárosodás érdekében sokat tett. Feldolgozta a 20. század elejének kiemelkedő magyar-örmény személyiségeinek életét, foglalkozott az örménykérdéssel, és számos, addig ismeretlen adatot tett közzé az örmény irodalomról.
Pest-Pilis-Solt-Kiskun vármegye tiszteletbeli ügyésze, a premontrei rend jogtanácsosa, a gödöllői képviselőtestület tagja volt, lelkes és agilis lokálpatrióta, a Bethlen-kormány idején jelentős vagyont szerzett. 1928-ban alapítója, tulajdonosa, később – 1944. október 29-ig – felelős szerkesztője volt a Gödöllői Hírlap című hetilapnak, amely a '30-as években és a háború alatt számos antiszemita és antikommunista cikket is közölt. A lap rokonszenvezve számolt be az életbe lépő zsidótörvényekről és -rendeletekről, ápolta a gödöllői Horthy-kultuszt. Hovhannesian Eghia több cikkben méltatta Gödöllő alispánját, Endre Lászlót, aki később, államtitkárként jelentős részben felelt a magyarországi zsidók tömeges deportálásáért, és akit 1946-ban kivégeztek.
Hovhannesiant 1945-ben letartóztatták a tevékenységéért, öt év börtönre és teljes vagyonelkobzásra ítélték. Előbb Vácon, majd Kőbányán raboskodott. A Kozma utca 13. szám alatti gyűjtőfogházban hunyt el, a halotti bejegyzés szerint szívroham következtében.

## Művei
- Az örmények szerepe Londontól Kalkuttáig. Bp., 1921.
- Gödöllő a múltban és most. Gödöllő, 1933.
- Arménia népe. Uo., 1934.
- Szeressük jobban Gödöllőt. Uo., 1937.
- Tervek és gondolatok Gödöllő fejlesztéséhez. Uo., 1938.
- Pestvármegye adattára. Társszerk. H.n., 1939.
- Hazai örmények a nemzet szolgálatában. Gödöllő, 1940.
- Szemelvények az örmény irodalomból. I. rész (Lírikusok). Uo., 1942.